# Romano di Lombardia
Romano di Lombardia ist eine Kleinstadt und Gemeinde (comune) in der norditalienischen Provinz Bergamo in der Lombardei. Die Stadt liegt etwa 45 Kilometer östlich von Mailand und etwa 25 Kilometer von Bergamo entfernt im Val Pardana. Seit 1962 hat die Gemeinde Stadtrechte durch einen Präsidialerlass.

## Sehenswürdigkeiten

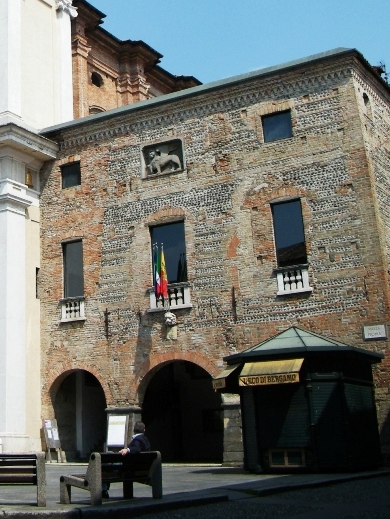
Palazzo della Ragione

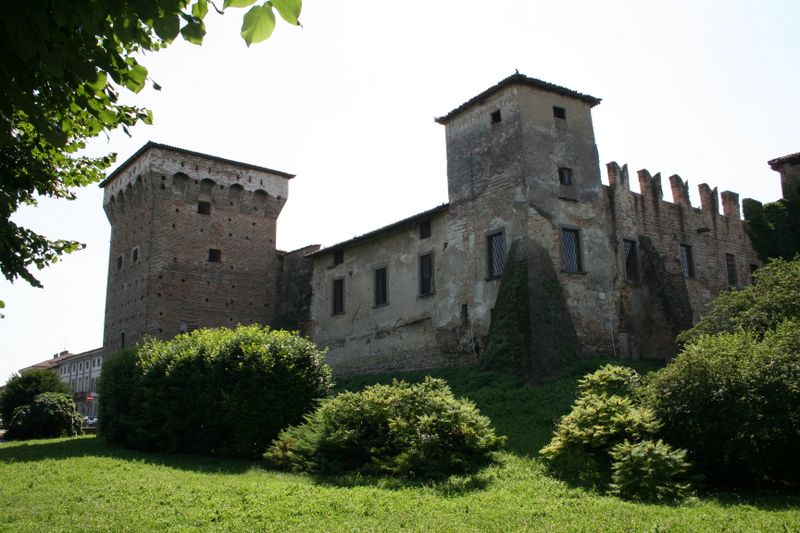
Rocca Viscontea

- Die Rocca Viscontea aus dem 12. Jahrhundert
- Palazzo della Ragione, errichtet im 13. Jahrhundert mit zahlreichen Fresken und einem Portiko. Vormals Fischmarkt. Das Gebäude stammt vermutlich aus der römischen Antike, weist jedoch auch Merkmale (insbesondere der Portico) mit gotischem Stil auf. Der Portico entstand im 14. Jahrhundert durch Bartolomeo Colleoni.
- Basilica di San Defendente (16. Jahrhundert)
- Kirche San Giuseppe, aus dem 12. Jahrhundert
- Barockheiligtum Madonna della Fontana

## Persönlichkeiten der Stadt Romano di Lombardia
- Bellino Crotti, Beichtvater des Bartolomeo Colleoni
- Giovan Battista Caniana, Architekt und Bildhauer (1671–1754)
- Antonio Tadini, Ingenieur (1754–1830)
- Giovanni Battista Rubini, Tenor (1794–1854)
- Rinaldo Pigola, Maler (1918–1999)
- Rosangela Bessi, Miss Italia 1990 (* 1972)

## Verkehr
Der Bahnhof Romano liegt an der Bahnstrecke Mailand–Venedig.